# Johannes Rydzek
Johannes Rydzek (Oberstdorf, 9 de diciembre de 1991) es un deportista alemán que compite en esquí en la modalidad de combinada nórdica.
Participó en cuatro Juegos Olímpicos de Invierno, entre los años 2010 y 2022, obteniendo en total cuatro medallas: bronce en Vancouver 2010, en la prueba por equipo (junto con Eric Frenzel, Tino Edelmann y Björn Kircheisen), plata en Sochi 2014, en la prueba por equipo (junto con Eric Frenzel, Björn Kircheisen y Fabian Rießle) y dos oros en Pyeongchang 2018, en el trampolín grande + 10 km individual y la prueba por equipo (con Vinzenz Geiger, Fabian Rießle y Eric Frenzel).
Ganó catorce medallas en el Campeonato Mundial de Esquí Nórdico entre los años 2011 y 2025.

## Palmarés internacional
| Juegos Olímpicos   | Juegos Olímpicos            | Juegos Olímpicos  | Juegos Olímpicos           |
| Año                | Lugar                       | Medalla           | Prueba                     |
| ------------------ | --------------------------- | ----------------- | -------------------------- |
| 2010               | Vancouver (Canadá)          | Medalla de bronce | TG + 4 × 5 km por equipo   |
| 2014               | Sochi (Rusia)               | Medalla de plata  | TG + 4 × 5 km por equipo   |
| 2018               | Pyeongchang (Corea del Sur) | Medalla de oro    | TG + 10 km individual      |
| 2018               | Pyeongchang (Corea del Sur) | Medalla de oro    | TG + 4 × 5 km por equipo   |
| Campeonato Mundial |                             |                   |                            |
| Año                | Lugar                       | Medalla           | Prueba                     |
| 2011               | Oslo (Noruega)              | Medalla de plata  | TG + 10 km individual      |
| 2011               | Oslo (Noruega)              | Medalla de plata  | TN + 4 × 5 km por equipo   |
| 2011               | Oslo (Noruega)              | Medalla de plata  | TG + 2 × 7,5 km por equipo |
| 2015               | Falun (Suecia)              | Medalla de oro    | TN + 10 km individual      |
| 2015               | Falun (Suecia)              | Medalla de oro    | TN + 4 × 5 km por equipo   |
| 2015               | Falun (Suecia)              | Medalla de plata  | TG + 2 × 7,5 km por equipo |
| 2015               | Falun (Suecia)              | Medalla de bronce | TG + 10 km individual      |
| 2017               | Lahti (Finlandia)           | Medalla de oro    | TN + 10 km individual      |
| 2017               | Lahti (Finlandia)           | Medalla de oro    | TG + 10 km individual      |
| 2017               | Lahti (Finlandia)           | Medalla de oro    | TN + 4 × 5 km por equipo   |
| 2017               | Lahti (Finlandia)           | Medalla de oro    | TG + 2 × 7,5 km por equipo |
| 2019               | Seefeld (Austria)           | Medalla de plata  | TN + 4 × 5 km por equipo   |
| 2023               | Planica (Eslovenia)         | Medalla de plata  | TG + 4 × 5 km por equipo   |
| 2025               | Trondheim (Noruega)         | Medalla de oro    | TG + 4 × 5 km por equipo   |